# Tutti indietro
Tutti indietro è un libro di Laura Boldrini, un insieme di storie di donne e uomini in fuga dalla povertà e di un'Italia divisa tra paura e solidarietà. Nel libro vengono raccontate una serie di testimonianze dell'autrice quando ricopriva il ruolo di portavoce dell'Alto Commissariato ONU per i Rifugiati.
Edito da Rizzoli, il libro è un'opera prima.

## Trama
Il titolo del libro nasce dalla decisione del Governo italiano del 2009 di rimandare gli immigrati "tutti indietro", adottando una politica di respingimenti che non operava alcuna distinzione tra clandestini e rifugiati.
Il libro è un racconto di molte storie di vita, assai differenti rispetto a quelle che, di norma, i mezzi di informazione italiani raccontano ed abituano gli Italiani ad ascoltare ogni giorno. È stato fatto notare come sulla copertina del libro (nell'edizione italiana edita da Rizzoli), ci sia un'onda di mare, a rappresentare le acque del mar Mediterraneo, da sempre teatro e crocevia di scambi incontri e scontri tra civiltà diverse, a volte contrapposte. Le medesime acque che da alcuni decenni vengono solcate da gommoni carichi di uomini, donne e bambini in fuga da dolorose e terribili situazioni di guerra, torture e persecuzioni. I protagonisti del libro della Boldrini sono proprio loro, i cosiddetti rifugiati, di cui l'autrice, da portavoce dell'alto commissariato ONU per rifugiati, ha avuto un'esperienza diretta.
Le vicende narrate sono racconti di dolori e sofferenze, di mortificazioni, offese e sconfitte.
Nel contempo sono anche storie di aspettative e speranza, di determinazione e caparbietà, di forza e solidarietà, che coinvolgono in prima persona tante persone che vivono in Paesi non troppo distanti dal nostro, ma decisamente diversi.
Nel libro si sottolinea come i rifugiati, o le vittime di regimi o conflitti, finiscano sempre per essere rappresentati dai mezzi d'informazione come un pericolo ed una grave minaccia, perdendo la loro identità di esseri umani. Questo equivoco di fondo, a parere dell'autrice, viene a minare i principi di solidarietà e di diritto che sono da sempre radicati nella società e nelle istituzioni italiane.
Per questo motivo l'autrice preferisce indugiare a analizzare le differenze esistenti nei singoli casi, sottolineando come le norme nazionali e internazionali che regolamentano la materia siano più che sufficienti a garantire cittidini ed immigrati. Paradossalmente chi arriva, o cerca di arrivare, in Italia alla ricerca di una sicurezza negata nel paese d'origine si ritrova invece a dover fronteggiare situazioni complesse nelle quali razzismo intolleranza e paura si uniscono mettendo in discussione la solidarietà fra esseri umani, il diritto d'asilo, l'aiuto, la protezione.
Grazie ai racconti dei personaggi descritti da Laura Boldrini il lettore scopre una realtà totalmente sconosciuta ai più, venendo accompagnato all'interno di alcuni dei più noti centri di accoglienza italiani, da Lampedusa a Torino, da Roma a Milano, da Rosarno a Ponticelli, così come in alcune fatiscenti strutture utilizzate per ospitare migliaia di stranieri in condizioni igienico-sanitarie quanto mai precarie.
Oltre alle storie molto particolari descritte dall'autrice nel libro appare particolarmente interessante la riflessione su come nel dibattito sull'emigrazione in corso in Italia si tenda a considerare tutti i migranti nella stessa maniera: chi più chi meno, tutti vengono presentati in modo identico e steretipato, come una grave minaccia per la sicurezza dei cittadini.

## Presentazione e lancio
In considerazione della tematica affrontata il libro nel 2010 fu presentato in numerosi incontri organizzati da diocesi, amministrazioni comunali e provinciali, associazioni della società civile e da ONG, organizzazioni non governative.

## Edizioni
- Laura Boldrini, Tutti indietro, Saggi, Milano, Rizzoli, 2010,  pp. 224, ISBN 978-88-17-03990-1.